# Jorge Guinle
Jorge Guinle (en portugués: Jorginho Guinle; Petrópolis, 5 de febrero de 1916-Río de Janeiro, 5 de marzo de 2004) fue un multimillonario brasileño, miembro de la familia Guinle de Río de Janeiro, conocido por sus múltiples romances y falencias financieras.
Se le reconocía como uno de los hombres más adinerados del planeta,un apasionado del jazz y el emblemático "último magnate playboy".
A lo largo de su vida, fue relacionado sentimentalmente con numerosas estrellas, entre ellas Marilyn Monroe, Anita Ekberg, Romy Schneider, Hedy Lamarr, Ava Gardner, Rita Hayworth, Jayne Mansfield, Susan Hayward, Carole Landis, y Linda Christian.
Se casó cuatro veces y tuvo tres hijos en tres de esos matrimonios. Con un estilo algo derrochador y extravagante, se estima que gastó su patrimonio, avaluado en 100 millones de dólares, en fiestas, viajes y mujeres, jactándose y presumiendo de ello.
Falleció en 2004 a los 88 años, viviendo, por favor de sus nuevos propietarios, en el hotel Copacabana Palace, mismo que fundó su tío Octâvio.